# Édith Cresson
Édith Cresson, de soltera Édith Campion (Boulogne-Billancourt, 27 de enero de 1934-) fue la primera mujer en desempeñar el cargo de primer ministro de Francia, entre 1991 y 1992, y la única hasta el nombramiento de Élisabeth Borne el 16 de mayo de 2022. 
En las elecciones municipales de 1977, fue elegida alcaldesa de Thuré; posteriormente en 1983 fue elegida alcaldesa de Châtellerault hasta 1997, al vencer por mayoría a Jean-Pierre Abelin.

## Trayectoria
En 1965, se unió a la Convención de Instituciones Republicanas de François Mitterrand. De 1975 a 1981 fue miembro de la secretaría del Partido Socialista y de 1979 a 1981 miembro del Parlamento Europeo.